# Most přes řeku Lenu
Most přes řeku Lenu (Ленский мост) je plánovaný silniční a železniční most přes řeku Lenu v Jakutsku. Má propojit federální dálnice Viljuj s dálnicemi Lena a Kolyma. Spojí nejkratší cestou Východní Sibiř s přístavy v Ochotském moři dopravním koridorem od Irkutska po Magadan. Rusko tak získá přístup k Ochotskému moři a na pobřeží východních moří nejen podél jižní hranice, Transsibiřskou magistrálou a Bajkalsko-amurskou magistrálou do Vladivostoku a Chabarovsku, ale mnohem severněji.
Hlavními překážkami při stavbě mostu jsou vysoké náklady (odhady se různí od 60 miliard do 100 miliard rublů) a složitost výstavby. Konečné rozhodnutí ruské vlády o stavbě mostu dosud nebylo učiněno, ale myšlenku již podpořil Vladimir Putin a podle posledních zpráv by měl být most postaven do konce roku 2027.[zdroj?]

## Historie projektu
Plán spojit břehy Leny v blízkosti hlavního města Jakutska se datuje k počátku 80. let, kdy byla budována Bajkalsko-amurská železnice. Od roku 1986 byly zvažovány tři možnosti umístění mostu, posléze bylo zvoleno místo ve vzdálenosti 38 km proti proudu Leny nad Jakutskem, poblíž sídla městského typu Nižnij Besťach. Tato varianta byla zdůvodněna blízkostí Amursko-jakutské magistrály, která spojuje s Nižnij Besťach s Berkakitem.
V červenci 2013 Federální dálniční agentura vyhlásila otevřené výběrové řízení na právo uzavřít koncesní smlouvu na výstavbu a provozování dálničního mostu přes řeku Lenu v Jakutsku. Realizace projektu by umožnila zavedení nepřetržité dodávky zboží na Dálný východ. Soutěž, oficiálně vyhlášená 19. července, předpokládá výstavbu silničního mostu a přístupů k němu o celkové délce více než 21 tisíc metrů. Podle odborníků by cena stavby nepřekročila 40 miliard rublů. V březnu 2014 bylo zadání přezkoumáno.
Vítězem soutěže se v březnu stalo konsorcium Transportnyje koncessii (Sacha), která vytvořily banka VTB, OAO «USK», «Most», OAO «Bamstrojmechanizacija», OAO Institut «Strojprojekt».